# Riksförbundet Hem och Samhälle
Riksförbundet Hem och Samhälle, är en svensk förening, grundad 1919. Föreningen hette Sveriges Husmodersföreningars Riksförbund (SHR) mellan 1919 och 1969, och Husmodersförbundet Hem och Samhälle mellan 1969 och 1999. 
SHR innebar att husmodersrörelsen etablerades i Sverige. Den hade då organiserats i Finland redan 1797 och i Norge under 1800-talet. Husmodersrörelsen innebar en organisering och professionalisering av hemmafruars hushållsarbete. Under en tid när yrkeskvinnor (den nya kvinnan) tog allt större plats i samhällslivet, skulle även hemmafruars hushållsarbete betraktas som ett yrke. SHR var en nationell förening, och ett flertal lokala husmodersföreningar bildades runtomkring Sverige. SHR var en inflytelserik samhällsrörelse under de första decennierna av sin existens. 1944 medverkade SHR vid bildandet av Hemmens forskningsinstitut. 
År 1969 bytte SHR namn till Husmodersförbundet Hem och Samhälle och 1999 till Riksförbundet Hem och Samhälle. Organisationen arbetar i dag med bland annat jämställdhetsfrågor i hem och arbetsliv, konsument- och miljöfrågor, sociala engagemang, utbildning och kultur. 
År 1992 bildades även en ny utbrytarorganisation inom området, Fristående Husmodersförbundet (FHF), med ökat samhällsanknutet engagemang.